# Conrad Holck

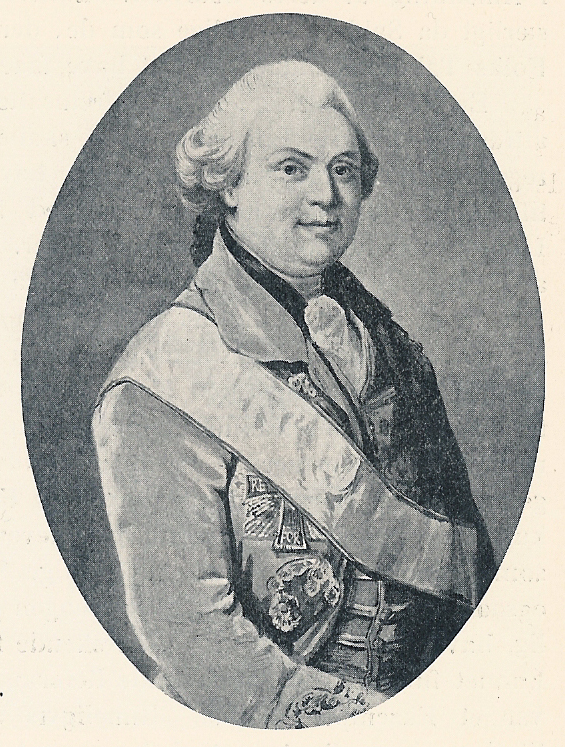
Conrad Holck.

Frederik Vilhelm Conrad Holck, född 1742 eller 1745, död den 7 december 1800, var en dansk adelsman.
Holck utövade som Kristian VII:s gunstling ett skadligt inflytande på den unge kungen under hans första regeringsår genom att förleda honom till alla slags utsvävningar, medan han avlägsnade honom från drottningen. Han blev 1767 hovmarskalk och 1769 geheimeråd, men störtades 1770 av Struensee och sändes som amtman till Holstein.